# Reaching into Infinity
Reaching into Infinity sedmi je studijski album britanskog power metal sastava DragonForce. Album je 19. svibnja 2017. godine objavila diskografska kuća earMUSIC. Ovo je prvi studijski album grupe na kojem se pojavljuje bubnjar Gee Anzalone te drugi čiji je producent bio Jens Bogren.
Glazbeni spot za skladbu "Ashes of the Dawn" bio je objavljen 15. svibnja 2017. Dugogodišnji klavijaturist Vadim Pruzhanov nije bio prikazan u spotu niti je nastupao na koncertima grupe u vrijeme snimanja albuma. U videozapisu objavljenom na njegovom službenom YouTube kanalu je objasnio da je želio provesti više vremena sa svojom kćeri te da je, zbog ugovornih obaveza, morao odlučiti između nastupanja na svim ili niti na jednom koncertu; posljedicom toga, nije bio prisutan niti na promotivnoj turneji za album.

## O albumu
Skladbe na Reaching into Infinityju uglavnom su skladali basist Frédéric Leclercq) i gitarist Sam Totman, dok je pri skladanju jedne pjesme pripomogao Pruzhanov te je većinu tekstova napisao pjevač Marc Hudson.
Leclercq je izjavio da mu se više sviđaju tradicionalni heavy metal, thrash metal, death metal, black metal i progresivni metal od power metala te da radi toga album zvuči drukčije od prethodnih DragonForceovih glazbenih izdanja. Upitan o Leclercqovom skladanju pjesama i mogućim utjecajima njegovog sporednog ekstremnog metal projekta Sinsaenum, gitarist Herman Li izjavio je: "Trudimo se iskoristiti svačije vještine, što nismo baš toliko radili u rano doba grupe. Ne bih rekao da je Sinsaenum nešto promijenio jer postoji još mnogo ideja koje nismo još uspjeli uspjeli uvrstiti u Dragonforce, a ako predstaviš previše novih ideja, prestaneš se koncentrirati. [...]" Skupina je izvorno htjela gostujućeg glazbenika koji bi izveo grube vokale, ali su to na koncu prepustili Hudsonu te su bili zadovoljni konačnim rezultatom.
Li je opisao Reaching into Infinity Dragonforceovim "najraznolikijim" i "eskapističkim" albumom, komentirajući kako bi ga ljudi trebali slušati kako bi privremeno izmaknuli ludosti svijeta. Samo je ime albuma nastalo kako bi aludiralo na želju sastava da njegova glazba odvede ljude iz bilo kojeg mjesta u bilo koje vrijeme.
Ovo je najdulji studijski album sastava, trajući 60 minuta i 46 sekundi, bivajući duljim od Ultra Beatdowna više od dvije minute. Album također sadrži i skladbu "The Edge of the World", koja je DragonForceova najdulja pjesma do danas, trajući 11 minuta i 3 sekunde. Upitan o inspiraciji za skladanje te pjesme, Totman je objasnio da su dobili ideju prema naslovnoj pjesmi s Iron Maidenovog albuma Seventh Son of a Seventh Son. "Silence" je bila napisana nakon što je Leclercqov prijatelj počinio samoubojstvo.

### Naslovnica
Prema Lijevim riječima, portal u sredini naslovnice je crvotočina. Budući da bi vjerojatno bila potrebna ogromna količina energije za stvaranje crvotočine, ona simbolizira bezvremensku energiju DragonForceove glazbe. Također, ona simbolizira kako ljudi sa svakog mjesta na svijetu pomoću nje mogu otići u razna vremena, time pojačavajući eskapističku atmosferu albuma. Zmaj na naslovnici prikazuje duh skupine.

## Snimanje
Album je bio sniman na mnogim lokacijama, uključujući studije Fascination Street Studios u Švedskoj, Lamerluser Studios u Londonu, Dark Lane Studios u Witneyju, Evil1 Studios u Francuskoj i Shredforce One Studios u Kaliforniji. Umjesto da rezervira nešto vremena isključivo za rad na albumu u cijelosti, grupa je ispreplela studijske termine sa svojim turnejskim izvedbama. Leclercq je komentirao:

## Popis pjesama
| 1.    | »Reaching into Infinity« (instrumental) |                          | Frédéric Leclercq       | 1:25  |
| 2.    | »Ashes of the Dawn«                     | Leclercq                 | Leclercq                | 4:33  |
| 3.    | »Judgement Day«                         | Sam Totman               | Totman, Vadim Pruzhanov | 6:13  |
| 4.    | »Astral Empire«                         | Totman, Leclercq         | Leclercq                | 5:24  |
| 5.    | »Curse of Darkness«                     | Leclercq                 | Leclercq                | 5:35  |
| 6.    | »Silence«                               | Leclercq, Marc Hudson    | Leclercq                | 4:50  |
| 7.    | »Midnight Madness«                      | Totman                   | Totman                  | 6:21  |
| 8.    | »War!«                                  | Leclercq, Hudson         | Leclercq                | 5:19  |
| 9.    | »Land of Shattered Dreams«              | Hudson                   | Totman, Leclercq        | 4:59  |
| 10.   | »The Edge of the World«                 | Leclercq, Hudson, Totman | Leclercq                | 11:03 |
| 11.   | »Our Final Stand«                       | Leclercq, Hudson         | Leclercq                | 5:04  |
| 60:46 |                                         |                          |                         |       |

| Bonus skladbe s digipak inačice | Bonus skladbe s digipak inačice | Bonus skladbe s digipak inačice | Bonus skladbe s digipak inačice | Bonus skladbe s digipak inačice | Bonus skladbe s digipak inačice | Bonus skladbe s digipak inačice | Bonus skladbe s digipak inačice | Bonus skladbe s digipak inačice | Bonus skladbe s digipak inačice |
| Br.                             | Skladba                         | Tekstopisac                     | Skladatelj                      | Trajanje                        |                                 |                                 |                                 |                                 |                                 |
| ------------------------------- | ------------------------------- | ------------------------------- | ------------------------------- | ------------------------------- | ------------------------------- | ------------------------------- | ------------------------------- | ------------------------------- | ------------------------------- |
| 12.                             | »Hatred and Revenge«            | Totman                          | Totman                          | 5:26                            |                                 |                                 |                                 |                                 |                                 |
| 13.                             | »Evil Dead« (obrada Deatha)     | Chuck Schuldiner                | Schuldiner                      | 3:21                            |                                 |                                 |                                 |                                 |                                 |
| 69:33                           |                                 |                                 |                                 |                                 |                                 |                                 |                                 |                                 |                                 |

| Bonus skladba s japanske inačice | Bonus skladba s japanske inačice | Bonus skladba s japanske inačice | Bonus skladba s japanske inačice | Bonus skladba s japanske inačice | Bonus skladba s japanske inačice | Bonus skladba s japanske inačice | Bonus skladba s japanske inačice | Bonus skladba s japanske inačice | Bonus skladba s japanske inačice |
| Br.                              | Skladba                          | Tekstopisac                      | Skladatelj                       | Trajanje                         |                                  |                                  |                                  |                                  |                                  |
| -------------------------------- | -------------------------------- | -------------------------------- | -------------------------------- | -------------------------------- | -------------------------------- | -------------------------------- | -------------------------------- | -------------------------------- | -------------------------------- |
| 12.                              | »Gloria« (obrada Ziggyja)        | Juichi Morishige                 | Morishige                        | 4:51                             |                                  |                                  |                                  |                                  |                                  |
| 65:37                            |                                  |                                  |                                  |                                  |                                  |                                  |                                  |                                  |                                  |

## Recenzije
Thom Jurek, glazbeni kritičar sa stranice AllMusic, dodijelio je albumu četiri i pol od pet zvjezdica te je izjavio: "Čista kreativnost i pristupačnost Reaching into Infinityja podiže granice power metala i postavlja sastav na novu razinu. Promatrajući ovaj set -- i koristeći se njegovim katalogom prošlih albuma kao dodatnim dokazom -- nema razloga za to da DragonForce ne bude jedan od najvećih sastava na svijetu".

## Zasluge
| DragonForce - Herman Li – gitara, prateći vokali - Sam Totman – gitara, prateći vokali - Vadim Pruzhanov – klavijature, prateći vokali - Frédéric Leclercq – bas-gitara, zborski i prateći vokali, gitara - Marc Hudson – prateći i glavni vokali - Gee Anzalone – bubnjevi, prateći vokali Dodatni glazbenici - André Alvinzi – dodatne klavijature, dodatno programiranje - Francesco Ferrini – orkestracija - Francesco Paoli – orkestracija - Jon Phipps – orkestracija - Clive Nolan – prateći vokali - Emily Alice Ovenden – prateći vokali - Ronny Milianowicz – zborski vokali - Dagge Hagelin – zborski vokali | Ostalo osoblje - Jens Bogren – produkcija, miksanje - CadiesArt – naslovnica, omot albuma, dizajn - Tony Lindgren – mastering - Linus Corneliusson – uređivanje, miksanje - Johan Örnborg – miksanje (bonus skladbi s digipak inačice) - Viktor Stenquist – dodatni inženjer zvuka - Ludwig Näsvall – tehničar (bubnjeva) |